# Seekriegsrecht
Das Seekriegsrecht ist eine vor allem in dem Haager Abkommen von 1907, dann aber auch (für Verwundete, Kranke, Kriegsgefangene) in der Genfer Konvention von 1949 sowie durch Völkergewohnheitsrecht ergänzte Regelung der militärischen Auseinandersetzungen. Da der Seekrieg nur zu einem kleinen Teil der Vernichtung der feindlichen Seestreitkräfte gilt und in immer steigendem Maße ein Handels- und Wirtschaftskrieg ist (Blockadekrieg), spielt das Neutralitätsrecht eine größere Rolle, das heißt die Möglichkeit, die Zufuhren zum Kriegsgegner auch dann zu unterbinden, wenn die Lieferungen aus einem neutralen Staat stammen oder auf neutralen Schiffen erfolgen. Die Grundsätze des Beschlagnahme- und Wegnahmerechts sind bereits in der Pariser Seerechtsdeklaration von 1856 niedergelegt, später durch die – nicht ratifizierte – Londoner Seerechtsdeklaration von 1909 vervollständigt, aber in den beiden Weltkriegen weithin wieder preisgegeben worden.